# Dwaranahalli, Turuvekere
Dwaranahalli là một làng thuộc tehsil Turuvekere, huyện Tumkur, bang Karnataka, Ấn Độ.